# Krutyński Piecek
Krutyński Piecek (deutsch Kruttinnerofen, auch Cruttinnerofen) ist ein Dorf in der polnischen Woiwodschaft Ermland-Masuren. Es gehört zur Landgemeinde Piecki (deutsch Peitschendorf) im Powiat Mrągowski (Kreis Sensburg).

## Geographische Lage
Krutyński Piecek liegt an der Krutynia (deutsch Kruttinna) in der südlichen Mitte der Woiwodschaft Ermland-Masuren, 23 Kilometer südöstlich der Kreisstadt Mrągowo (deutsch Sensburg).

## Geschichte
Es ist nicht bekannt, wann das nach 1785 Kruttingscher Theerofen, um 1839 Cruttinner Theerofen, dann Cruttinnerofen und seit etwa 1905 Kruttinnerofen genannte Dorf gegründet wurde. 1785 heißt es, Kruttingscher Theerofen sei ein königliches Amt, wo Theerbrenner wohnten, und in dem es drei Feuerstellen gebe. 1839 wurde Cruttinner Theerofen als Erbzinsdorf mit 23 Feuerstellen genannt. Die Landgemeinde Cruttinnerofen entstand am 11. Juli 1874 aus Teilen des Gutsbezirks Cruttinnen, Forst (= Forstkolonien Cruttinner Theerofen alias Grünberg und Cruttinner Krug). Sie wurde in den Amtsbezirk Kruttinnen (polnisch Krutyń) im Kreis Sensburg im Regierungsbezirk Gumbinnen (1905–1945 Regierungsbezirk Allenstein) in der preußischen Provinz Ostpreußen eingegliedert.
Aufgrund der Bestimmungen des Versailler Vertrags stimmte die Bevölkerung im Abstimmungsgebiet Allenstein, zu dem Kruttinnerofen gehörte, am 11. Juli 1920 über die weitere staatliche Zugehörigkeit zu Ostpreußen (und damit zu Deutschland) oder den Anschluss an Polen ab. In Kruttinnerofen stimmten 140 Einwohner für den Verbleib bei Ostpreußen, auf Polen entfielen keine Stimmen.
Am 30. September 1928 vergrößerte sich Kruttinnerofen um den Nachbarort Grünheide (polnisch Zielony Lasek), der eingemeindet wurde.
Im Jahr 1945 wurde das gesamte südliche Ostpreußen in Kriegsfolge an Polen überstellt. Davon war auch Kruttinnerofen betroffen. Es erhielt die polnische Namensform Krutyński Piecek und ist heute Sitz eines Schulzenamtes (polnisch Sołectwo) als eine Ortschaft innerhalb der Landgemeinde Piecki (Peitschendorf) im Powiat Mrągowski (Kreis Sensburg), bis 1998 der Woiwodschaft Olsztyn, seither der Woiwodschaft Ermland-Masuren zugehörig.

## Einwohnerzahlen
| Jahr | Anzahl |
| ---- | ------ |
| 1818 | 33     |
| 1839 | 154    |
| 1867 | 72     |
| 1885 | 232    |
| 1905 | 174    |
| 1910 | 171    |
| 1933 | 227    |
| 1939 | 225    |
| 2011 | 114    |

## Kirche
Bis 1945 war Kruttinnerofen in die evangelische Kirche Alt Ukta in der Kirchenprovinz Ostpreußen der Evangelischen Kirche der Altpreußischen Union, außerdem in die katholische St.-Adalbert-Kirche in Sensburg im damaligen Bistum Ermland eingepfarrt. Heute gehört Krutyński Piecek zur evangelischen Kirchengemeinde Ukta, einer Filialgemeinde der Pfarrei Mikołajki (Nikolaiken) in der Diözese Masuren der Evangelisch-Augsburgischen Kirche in Polen, sowie zur katholischen Pfarrei Ukta im jetzigen Erzbistum Ermland in der polnischen katholischen Kirche.

## Sport
Die Lage an der Krutynia macht Krutyński Piecek zu einem attraktiven Ziel für Kanusportler, ist doch der einhundert Kilometer lange Fluss eine klassische Kanutourenstrecke.

## Verkehr
Krutyński Piecek liegt an einer Nebenstrecke, die die Landesstraße 58 über Krutyń (Kruttinnen, auch Crutttinnen) verbindet. Eine Bahnanbindung existiert nicht.